# BE (アルバム)
『BE』（ビー）は、ペイン・オヴ・サルヴェイションの5枚目のアルバムである。このアルバムを最後にクリストファー・ギルデンロウが脱退。

## 解説
ダニエル・ギルデンロウが1996年にBeのストーリーの最初のアイデイアが思い浮かんだ。2003年初夏にこのコンセプトをまとめ上げる。
自我同一性、自己存在、神をテーマとしたこのコンセプトは、今までの社会的なものとは打って変わり哲学的なメッセージ性に富んだものとなっている。
本作では通常メンバーに加え、9人編成の小規模なオーケストラ、『オーケストラ・オヴ・エターニティ』を迎え入れている。また、ナレーションやサウンド・エフェクトが大量に使用され、ペイン・オヴ・サルヴェイションのメンバーも様々な楽器を用い、今までのPoSとは一線を画す音楽となった。
各曲名、章タイトルは中立性を持たせるために英語でもスウェーデン語なく、ラテン語が用いられている。
本作と平行して視覚的演出、映像を加えたBEの再現ライヴDVDBe Liveが制作され、翌年に発表された。
Vocari Deiでは様々な独白に混じって「カミサマサン、ナゼセンソウ？　ナゼシ？　ナゼキガ？　……ナニヲデスカ？　オマエハナニヲタメニイル、サヨナラ……。」とカタコトの日本語ナレーションも入る。

## 収録曲
Prologue

01.Animae Partus ("I am")

Ⅰ Animae Partus All in the Image of

02.Deus Nova

03.Imago (Hominus Partus)

04.Pluvius Aestivus

Ⅱ Machinassiah Of Gods & Slaves

05.Lilium Cruentus (Deus Nova)

06.Nauticus (Drifting)

07.Dea Pecuniae

I Mr. Money
II Permanere
III I Raise My Glass

Ⅲ Machinageddon Nemo Idoneus Aderat Qui Responderet
08.Vocari Dei

09.Diffidentia (Breaching the Core)

10.Nihil Morari

Ⅳ Machinauticus Of the Ones With no Hope

11.Latericius Valete

12.Omni

13.Iter Impius

14.Martius/Nauticus II

Ⅴ Deus Nova Mobile ...and a God is Born

15.Animae Partus II

1. 全曲の作詞、オーケストラのアレンジ、Iter Impius以外の作曲をダニエル・ギルデンロウが手掛けている。Iter Impiusのみフレドリック・ヘルマンソン作曲。

## メンバー

### ペイン・オヴ・サルヴェイション
- ダニエル・ギルデンロウDaniel Gildenlöw - ヴォーカル,コーラス,ヴォイス,マンドラ,Chinese archo,パーカッション（タム、ロート・トム、シンバル、エッグス、floors）, ギター,サンプラー,プログラミング
- ヨハン・ハルグレンJohan Hallgren - Guitar, コーラス,コンガ
- フレドリック・ヘルマンソンFredrik Hermansson - キーボード、グランド・ピアノ、ハープシコード、パーカッション（Large toms）
- クリストファー・ギルデンロウKristoffer Gildenlöw - ベース,コントラバス,コンガ,コーラス
- ヨハン・ランゲルJohan Langell - ドラム, カウベル,ジャンベ,コーラス

### オーケストラ・オブ・エターニティ
- Mihai Cucu - 1st ヴァイオリン
- Camilla Arvidsson - 2nd ヴァイオリン
- Kristina Ekman - ヴィオラ
- Magnus Lanning - チェロ
- Åsa Karlberg - フルート
- Anette Kumlin - オーボエ
- Nils-Åke Pettersson - クラリネット
- Dries van den Poel - bass clarinet
- Sven-Oloe Juvas - チューバ

### ゲストミュージシャン
- Mats Stenlund - チャーチオルガン
- Cecilia Ringkvist - vocals

### その他クレジット
- Donald Morgan - narration
- Donald K. Morgan - narration
- Alex R. Morgan - narration
- Kim Howatt - news reading, Cindy (Sandra!)
- Jim Howatt - news reading
- Jackie Crotinger - news reading
- Ross Crotinger - news reading
- Tom Kleich - Mr. Money on radio
- Blair Wilson - interviewer on radio, Miss Mediocrety
- Gaby Howatt - Miss Mediocrety
- Molly Fahey - "There's room for all God's creatures..."
- Various people from around the world - voice messages to God
- Lars Ardarve - photography
- Per Hillblom
- Kim Howatt - photography
- Jim Howatt - photography
- Kristoffer Gildenlöw - photography
- Daniel Gildenlöw - photography, artwork, logotypes